# 查馬丁區
查馬丁（西班牙語：Chamartín）是西班牙首都馬德里的21個區之一，下轄有6個分区。查馬丁直到1948年劃入馬德里之前一直是一个独立的市镇。

## 外部連結
维基共享资源上的相關多媒體資源：查馬丁區
- Chamartin in the official website of Madrid City Council （页面存档备份，存于）
- Estetica dental chamartin （页面存档备份，存于）

40°42′06″N 4°57′26″W / 40.7017°N 4.95722°W